# Jaak Van Velthoven
Jaak Van Velthoven (24 januari 1951) is een  Belgisch voormalig motorcrosser. 

## Levensloop
Van Velthoven was professioneel actief van 1970 tot 1983, voornamelijk in de 500cc-klasse, met een seizoen in de 250cc in 1979. Hij reed voor de fabrieksteams van Husqvarna, Yamaha en KTM.
Hij behaalde met Yamaha de derde plaats in het wereldkampioenschap motorcross 500cc in 1973. Hij was tweemaal kampioen van België en behaalde vijf GP overwinningen. Ook was hij viermaal lid van het winnende team van de Motorcross der Naties, in 1972, 1973, 1976 en 1977. Vier andere jaren was hij wel lid van het Belgische team maar moesten ze zich tevreden stellen met de tweede (in 1970, 1971 en 1975) of derde (in 1978) plaats.
Na zijn carrière werd Van Velthoven voorzitter van de MAC Lommel, en in die hoedanigheid ook betrokken bij de organisatie van heel wat wedstrijden.